# Mentawaï (peuple)
 (octobre 2018).
Pour les articles homonymes, voir Mentawaï.
Les Mentawaï (ou encore Mentawei, Mentawai ou Mentawi) sont la population autochtone des îles Mentawaï situées au large de la côte ouest de la province de Sumatra occidental, en Indonésie. On les appelle aussi « hommes-fleurs » car ils se parent volontiers de fleurs (hibiscus...).
Au XXIe siècle le nombre des Mentawaï est estimé à 30 000 personnes. Ils se désignent comme Orang Darat, c'est-à-dire « autochtones des îles », originellement chasseurs-cueilleurs semi-nomades, cultivant le sagou et parlant leur propre langue sumatrienne, de la branche malayo-polynésienne des langues austronésiennes. Leur langue est proche du batak, de l'enggano, du nias et du simeulue.
Les Mentawaï non métissés ne se trouvent plus que sur l'île de Siberut, qui abrite environ 45 000 habitants, dont 30 000 Mentawaï. Il y a dans les autres îles de l'archipel 34 000 autres habitants, des Malais principalement Minangkabau. 

## Géographie
L'île de Siberut se situe à 150 km à l'ouest des côtes de Sumatra, dans  « le détroit des Mentawaï ». 
L'UNESCO a conféré à l'île de Siberut le statut de réserve protégée. L'archipel, au large de la côte ouest de Sumatra, est composé d'une quarantaine d'îles, dont seules les quatre plus grandes sont habitées : Siberut (4 480 km2), Sipora (845 km2), et les deux Pagaï, Nord et sud (1 675 km2).

## Culture

### Alimentation
Chasse
Avant la chasse, les hommes demandent aux esprits de la forêt de leur accorder la chance de ramener un sanglier ou un singe. En même temps, le toereun (le chamane) va préparer le poison avec des feuilles, des écorces et des racines toxiques, puis du piment. Tous ces éléments vont être ensuite rassemblés et pressés (ce poison peut tuer un sanglier en moins de 5 minutes). Cette fabrication n'est jamais pratiquée devant les enfants car toute imitation pourrait être mortelle. Puis le toereun enduit les pointes des flèches avec le poison. 
Les hommes (à partir de 14 ans en général) s'entraînent avec des flèches sans poison sur une cible à 10 m. Enfin, ils partent à la chasse : quand ils aperçoivent un animal, ils le tuent et, pour rétablir l'équilibre de leur univers spirituel, procèdent à un rituel de remerciement à l'esprit tutélaire de l'animal qu'ils ont chassé.
Pêche
Les femmes pêchent des petites crevettes, des crabes d'eau douce et des poissons avec des épuisettes. Ces proies sont peu abondantes dans les rivières mais complètent chasse et cueillette.
Cueillette
Les Mentawaï consomment beaucoup de fruits. Les hommes montent dans les arbres à plus de 20 m de hauteur. Pour cela, ils font des repose-pied avec une machette. Outre la cueillette de figues et d'autres fruits, ils s'emparent aussi de rayons de miel sauvage (gros fumeurs, ils se servent de la fumée pour étourdir les abeilles) et pendant ce temps les femmes déterrent aussi des tubercules et bulbes végétaux.
Sagou
Le sagou est réalisé à partir de la pulpe du sagoutier. Après l'avoir abattu, non sans un autre rituel de remerciement aux esprits tutélaires, les Mentawaï enlèvent la pulpe, puis la lavent. Cette pulpe donne un liquide blanc, qui est filtré afin d'obtenir une sorte de « farine ». Pour les Mentawaï, cet arbre permet d'éviter la famine, car la farine est très nourrissante et les sagoutiers nombreux. 
Élevage
Les Mentawaï élèvent des porcs et des poulets, qu'ils nourrissent avec le sagou. Ils ne mangent pas souvent de la viande et des œufs, mais utilisent les cochons et les volailles comme monnaie d'échange. Ainsi lorsqu'un homme demande une femme en mariage il doit fournir au père de la mariée un certain nombre de porcs et de volailles. De même, les tatoueurs sont payés en poulets.
Repas et partage
Les Mentawaï partagent la nourriture de manière égalitaire : au repas, chaque personne a le même nombre de morceaux de nourriture que son voisin. Les nouveau-nés ont autant de nourriture que les adultes. Car, pour eux, chaque personne a la même importance, qu'elle soit chamane ou pas, qu'elle soit vieille ou jeune. 
Le sagou est présenté dans une feuille enroulée, fermée avec une ficelle. Pour la viande, chaque famille possède une petite planche en bois et les petits morceaux de viande sont disposés dessus.

### Coutumes

#### Tatouages

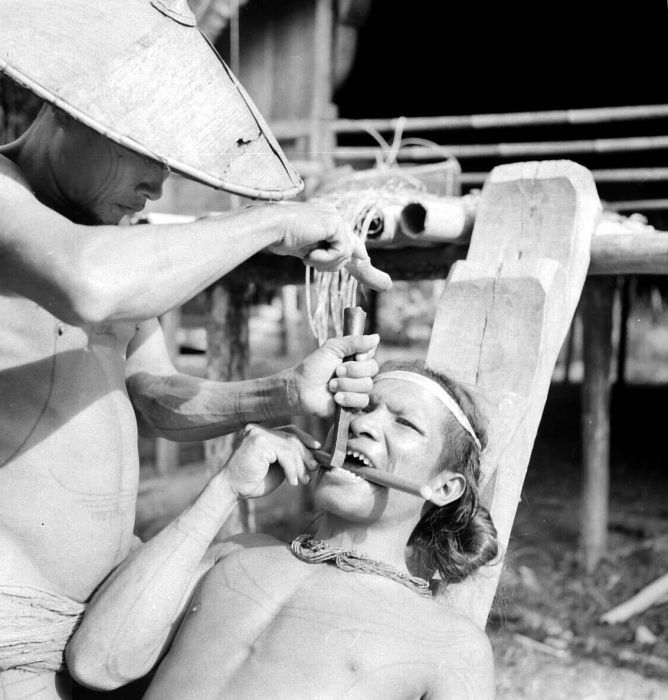
Rituel d'affutage des dents (1938). Les tatouages des 2 hommes sont visibles.

Les Mentawaï se tatouent le corps des pieds à la tête. Les tatouages, très impressionnants par leur taille et leur apparence guerrière, ont plusieurs explications :
- certains motifs sont liés à leurs croyances animistes : tout objet est animé par un esprit tutélaire qui dépasse l'enveloppe matérielle. Pour éviter que leur propre esprit tutélaire ne les abandonne trop tôt (ce qui se manifesterait par des maladies et la mort), ils se décorent la peau de tatouages qui sont à la fois des prières, des objurgations et des amulettes ;
- d'autres motifs sont totémiques : ils indiquent l'identité, le clan et la famille de la personne grâce à des symboles (la lune, le soleil…) ;
- enfin il existe des motifs liés à des compétences ou des exploits de la personne (une machette, une sagaie, une pagaie, un filet de pêche…).

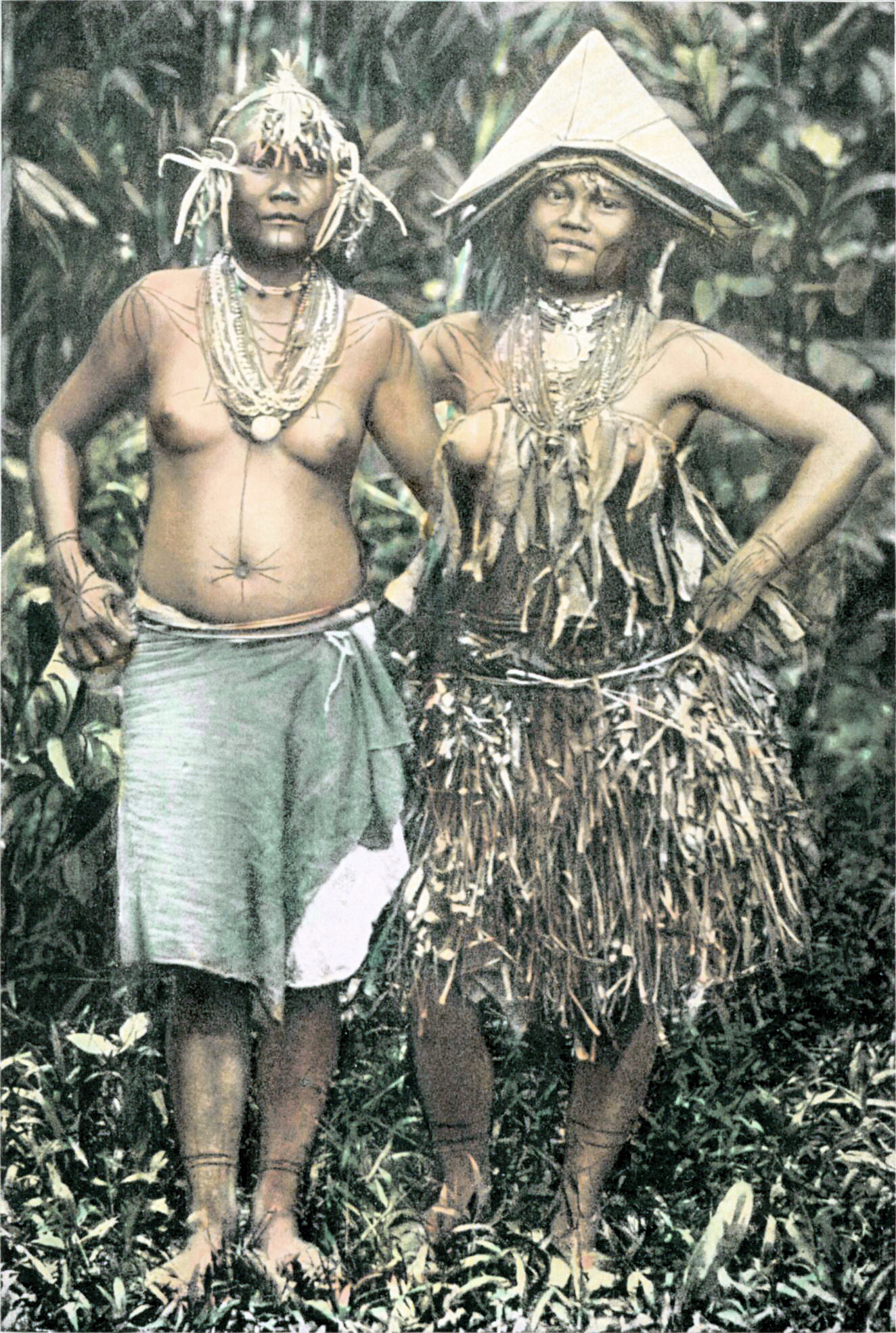
Femmes Mentawai du village de Katorai en 1910.

Les séances de tatouages sont très nombreuses dans une vie et le corps des Mentawaï en est presque recouvert. Chaque partie du corps est tatouée petit à petit : les jambes, les bras, le torse et parfois le visage. Les tatouages sont constitués de courbes et de lignes. Hommes et femmes sont tatoués de la même façon, excepté les bras et les cuisses des femmes qui ne sont pas marqués.                       
Les tatouages sont faits à l'aide d'un bâtonnet appelé « patit » sur lequel est fixée une pointe de laiton (plus anciennement il s'agissait d'épines végétales). L'encre est constituée d'un mélange de noir de fumée récupéré sous les marmites et de jus de canne à sucre. Les motifs sont d'abord dessinés sans encre sur le corps du futur tatoué. Les anciens qui assistent à la séance, donnent leur avis sur les dessins, et le tatoueur recommence jusqu'à ce que tout le monde soit d'accord sur la forme artistique des motifs, qui doit suivre la tradition. Le tatoueur peut alors commencer avec l'encre. Le « patit » en est enduit et le tatoueur repasse les motifs dessinés avec de l'encre. À l'aide d'une baguette en bois, le tatoueur donne de petits coups secs et rapides sur l'instrument pour que l'aiguille perce la peau. Elle se déplace alors lentement le long de la ligne tracée. La séance est longue et douloureuse, mais les gens tout autour racontent des blagues et des histoires pour soutenir le tatoué.

### Rituels
Les Mentawaï ont également adopté, au cours du temps, différents rites qui symbolisent le passage d'étapes dans une vie. Bien que ces rites ne soient pas pratiqués par la totalité des Mentawaï, deux le sont par une large majorité : il s'agit du passage de l'enfant à l'adulte et du passage de jeune homme à homme marié. Le premier consiste en une cérémonie rassemblant tous les membres de la famille autour d'un repas composé de petits morceaux de nourriture préparés pour l'occasion : il s'agit d'un repas de fête exceptionnel. Le second est un rituel beaucoup plus complexe : les adolescents parent leur sexe d'anneaux faits de petits morceaux de bois flexibles et de fines feuilles de palmiers. Tout la symbolique de ce rite réside dans ces anneaux qui permettraient la fécondité des jeunes gens.
Les membres de la tribu ont aussi un rituel qui porte le nom de « sarçage du sol » pour honorer la chef de la tribu (le plus souvent une femme, leur société étant matrilinéaire). Il consiste, après un banquet de mets préparés par les membres de la tribu à partir d'aliments tels que les fruits et légumes récoltés aux alentours, à venir un par un déposer dans la litière du sol quelques excréments enveloppés dans des feuilles d'arbres fruitiers arrivés à maturité. Ainsi à travers ces crottes (rapidement recyclées en climat équatorial), on rend à la terre ce qu'elle a offert en ressources alimentaires.

### Habillement
Les Mentawaï portent des pagnes végétaux fabriqués avec les écorces des arbres coupées en lamelles, trempées dans l'eau et longuement martelées, sans les déchirer, pour qu'elles soient plus souples. Pour finir, ils les font sécher au soleil et ils les nouent autour du torse. Au fil du temps, ces pagnes vont devenir similaires à un tissu.

### Rapports sociaux
La société Mentawaï est principalement égalitaire, mais il existe des guides : d'une part le toereun, le chaman, et d'autre part le chef de la tribu, qui est une femme la plupart du temps. Après le repas du soir, les Mentawaï se réunissent pour parler, avec des cigarettes à la bouche. Les réunions peuvent durer des heures, car il faut que tout le monde soit d'accord, les décisions se prennent par consensus et non à la majorité. La relation qui les lie aux toreun et aux chefs de tribu mêle respect, affection et obéissance.

## Habitat

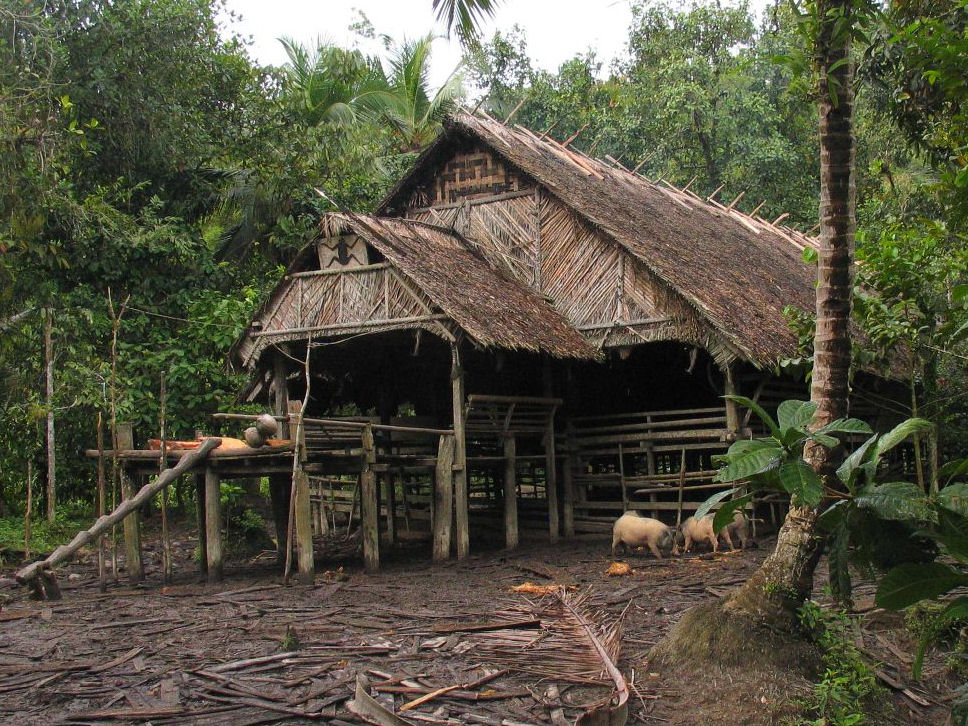
Une maison commune Mentawaï (2004)

Les Mentawaï n'habitent pas exactement dans un village mais dans une maison collective, l'« uma ». C’est aussi un refuge spirituel où les vivants peuvent prier et communier avec leurs ancêtres. Pour les jeunes apprentis, ils sont formés à la vie en harmonie avec la forêt et finalement, initiés à l’art de vivre Mentawaï. Les enfants commencent à utiliser la machette à l'âge de 4 ans.
Les familles dorment dans l'« uma », la maison collective où tout le monde vit en communauté. Il existe aussi des « sapo », des maisonnettes individuelles, abris pour se reposer durant la chasse et pour que l'homme et la femme puissent partager un peu d'intimité hors de leurs umas.

## Une culture menacée
Les Mentawaï ont subi une politique très dure d'acculturation et de sédentarisation forcée, menée au nom de la « modernisation » par le gouvernement indonésien dès les années 1950, appliquée avec l'usage de la violence sous la dictature de Soeharto. Cette politique a été source d'un bouleversement du mode de vie des Mentawaï, contraints de quitter la forêt, leur lieu de vie ancestral, et de s'installer dans des villages constitués de maisons individuelles, au lieu des traditionnelles grandes maisons communautaires uma.
Depuis la démission de Soeharto en 1998, cette acculturation forcée a cessé, mais nombre de Mentawaï ne savent plus vivre  dans la forêt. L'île a été classée Réserve de la biosphère par l'ONU. Quelques Mentawaï ont alors repris leur mode de vie traditionnel en retournant dans la forêt et en reconstruisant des uma. Ils seraient aujourd'hui un millier à avoir retrouvé ce mode de vie ancestral, qui attire le tourisme d'aventure, mais qui est encore découragé par le gouvernement, central et local, car la mentalité qui, en dépit de la décolonisation, domine toujours en Indonésie (et est officiellement enseignée dans les écoles, en instruction civique) est qu'une personne « civilisée » est sédentaire, habite dans une maison, se couvre le corps d'habits (sauf les bras ou les jambes), ne se tatoue pas et professe une religion monothéiste, bouddhiste ou hindouiste, mais en aucun cas animiste, qualifiée de « superstition »,.

### Sources bibliographiques
- Olivier Lelièvre, Mentawai : La forêt des esprits, Xonrupt-Longemer/Paris, Anako Editions, 1996, 142 p. (ISBN 2-907754-09-2)
- Hubert Forestier, Dominique Guillaud, Koen Meyers, Truman Simanjuntak et Anna Clopet, Mentawaï : L'île des hommes fleurs, Marseille/Sommières, IRD éditions, octobre 2008, 160 p. (ISBN 978-2-84350-292-7)
- Raymond Figueras, Au pays des Hommes-Fleurs, avec les chamans des îles Mentawai, ed. Transboréal, Paris 2010.
- Mentawaï ! / un récit de Tahnee Juguin ; dessin et couleur de Jean-Denis Pendanx [Paris] : Futurolis, DL 2019  (ISBN 978-2-7548-2769-0)